# Truth of the World: Welcome to the Show
Truth of the World: Welcome to the Show è il terzo album in studio del gruppo musicale neozelandese Evermore, pubblicato nel 2009.

## Tracce
1. Plugged In – 3:54
2. Tonight on the Show (Truth of the World Pt. 1) – 5:02
3. Between the Lines – 4:59
4. "Max Is Stable" – 4:22
5. Hey Boys and Girls (Truth of the World Pt. 2) – 5:48
6. The Lonely Ones – 3:17
7. Girl with the World on Her Shoulders – 5:21
8. Front Page Story/Diamonds in the River – 6:33
9. Infotainmentology (Truth of the World Pt. 3) – 4:23
10. Join the Party – 2:09
11. Everybody's Doing It – 5:56
12. Chemical Miracle/Faster – 5:20
13. Can You Hear Me? – 6:43

## Formazione
- Jon Hume – voce, chitarra, percussioni
- Peter Hume – basso, tastiera, pianoforte, sintetizzatore, voce
- Dann Hume – batteria, percussioni, chitarra, pianoforte, voce